# Языки Люксембурга
В Люксембурге три официальных языка — французский, немецкий и люксембургский (один из прирейнских диалектов немецкого с заимствованиями из французского). Люксембургский был принят в качестве официального только в 1984 году. Эти три языка также являются языками делопроизводства.
После основания государства французский язык был наиболее популярным, поэтому ему отдали предпочтение в качестве официального и языка делопроизводства. Немецкий использовался в политике для комментирования законов и постановлений, чтобы сделать их понятными для всех. В начальной школе преподавали только немецкий язык, а французский преподавали в средней школе. Двуязычие было закреплено законом от 26 июля 1843 года путём введения преподавания французского языка в начальной школе.

## Люксембургский язык
Люксембургский язык (Lëtzebuergesch), похожий на немецкий и голландский, был введён в начальной школе в 1912 году. Это мозельско-франконский диалект, обогащённый французскими словами.
Первым печатным изданием на люксембургском языке был еженедельник Luxemburger Wochenblatt, который начал издаваться в 1821 году. В 1829 году Антуан Мейер выпустил первую книгу на люксембургском языке E' Schrek ob de' Lezeburger Parnassus. Между 2000 и 2002 годами люксембургский лингвист Жером Луллинг (Jérôme Lulling) разработал лексическую базу данных из 125 000 словоформ для самой первой программы проверки правописания, таким образом, положив начало компьютеризации люксембургского языка.

## Конституционная реформа
Вплоть до 1984 года официальное использование языков было основано на указах 1830, 1832 и 1834 годов, что позволяло делать свободный выбор между немецким и французским языками. В делопроизводстве предпочтение было отдано французскому языку. У люксембургского языка вообще не было никакого официального статуса.
24 февраля 1984 года был принят закон, согласно которому люксембургскому языку был присвоен статус национального. Кроме того, все три языка стали использоваться в делопроизводстве. В связи с применением в Люксембурге гражданского кодекса Наполеона в законодательстве продолжили использовать французский язык.

## Образование
Люксембургский язык преподаётся в школах после французского и немецкого. Кроме того, люксембургский язык преподаётся только один час в неделю в средней школе, и только в первые годы. В средней школе, кроме немецкого, французского и люксембургского языков, преподают английский и либо латинский, испанский, итальянский, или португальский язык. Многоязычие позволяет люксембургским студентам продолжить своё высшее образование в других странах.

## Пресса, полиция, общественные службы
Большинство изданий в Люксембурге выходит на немецком и французском языках, они также используются полицией и общественными службами.

## Другие языки
Иностранные граждане и приезжие работники составляют 47 % населения Люксембурга. Чаще всего языками общения у них являются португальский, итальянский, польский, турецкий и арабский.